# Droedelen

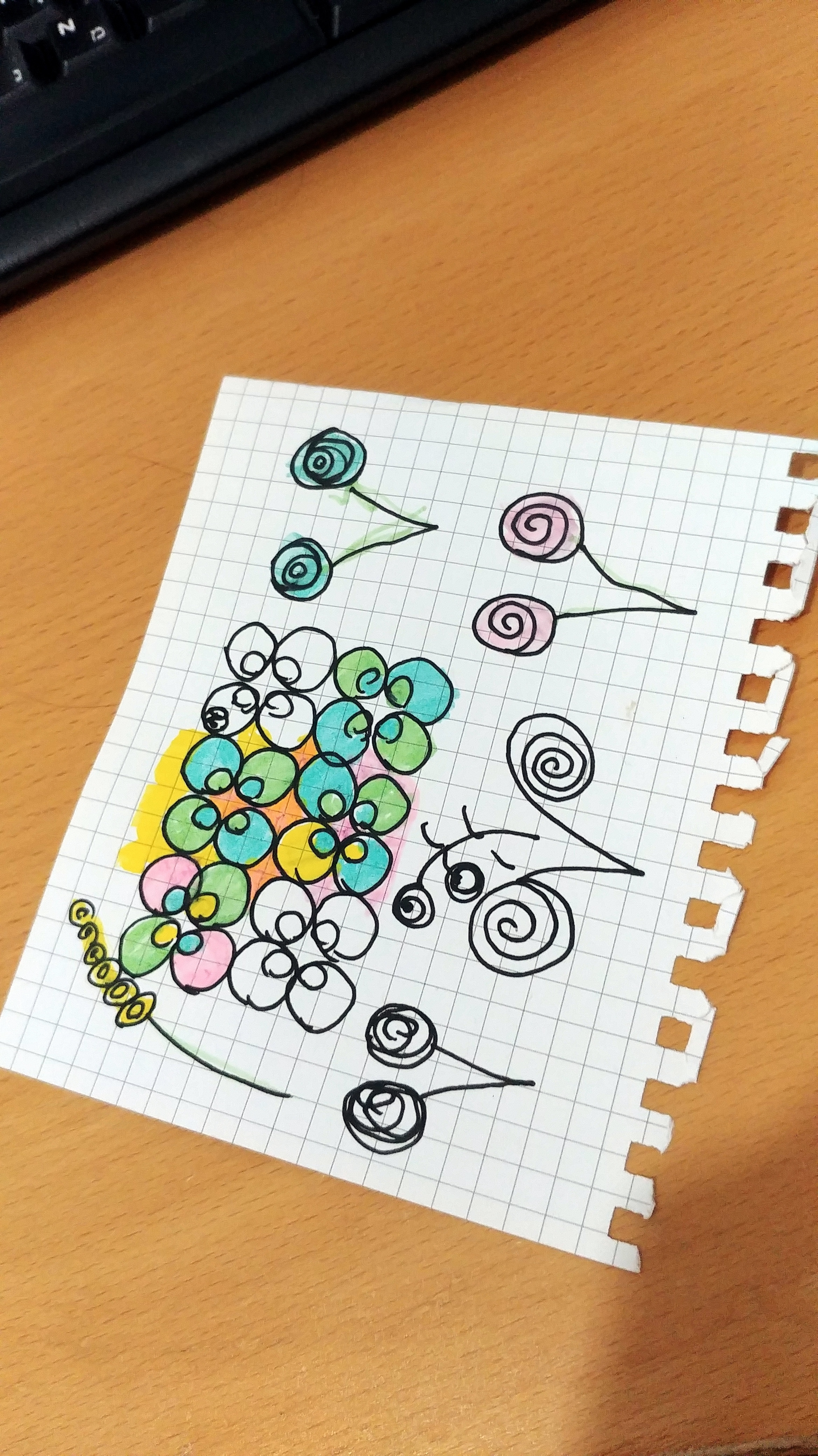
Droedelen

Droedelen (Engels doodle) is een vorm van schetsen/tekenen zonder of met duidelijk doel, door iemand wiens gedachtes elders zijn. Het zijn krabbels gemaakt vanuit het onderbewuste. Vaak zijn het eenvoudige tekeningen, soms groeien ze uit tot uitgebreide patronen.
Droedelen wordt voornamelijk gedaan door jonge mensen overal ter wereld, met name scholieren en studenten. Deze activiteit vindt meestal plaats tijdens saaie lessen, wanneer de leerlingen gaan dagdromen of zijn afgeleid. Vaak begint een droedel in de kantlijn van een schrift of blocnote, en ontwikkelt zich van daaruit over de pagina.
Droedelen wordt ook gedaan tijdens telefoongesprekken.
De meest voorkomende droedels zijn oogjes, poppetjes, huisjes, cirkels, vierkantjes, pijltjes en bloemetjes. Daarnaast zijn uitgebreide geometrische vormen populair.

## Trivia
De site APOD (Astronomy Picture of the Day) toont voor 12 augustus 2023 een mozaiek bestaande uit allerlei astrofotografische droedels (Italiaans: Ghirigori), verkregen uit foto's van sterren waarbij de telescoop steeds lichtjes werd aangeraakt, resulterend in Lissajous achtige lichtsporen.